# چپل (دهانه)
چپل یک دهانه برخوردی در ماه‌ است.

## دهانه‌های اقماری
این دهانه ۲ دهانه اقماری دارد.
| Chappell | عرض جغرافیایی | طول جغرافیایی | قطر          |
| -------- | ------------- | ------------- | ------------ |
| E        | ۵۵.۸° N       | ۱۷۱.۵° W      | ۵۹.۰ کیلومتر |
| T        | ۵۴.۸° N       | ۱۷۸.۹° E      | ۲۸.۰ کیلومتر |